# Alicia Aguilar
Alicia Aguilar, soprano lírico originaria de la Ciudad de México, comenzó sus estudios musicales en el Conservatorio Nacional de Música, especializándose después como cantante de ópera en la Academia del Instituto Nacional de Bellas Artes.

## Carrera
Debutó el 11 de abril de 1961 junto al tenor Jorge Lagunes en la Ópera de Bellas Artes cantando La Traviata. Vuelve a interpretar la misma obra el 19 de mayo de 1961 en Monterrey esta vez en compañía de Plácido Domingo.

### Cronología
- 1962. Cantó para el presidente Adolfo López Mateos en un Congreso de Educación, celebrado en el Teatro Degollado en Guadalajara, Jalisco. Participó en la Inauguración del Teatro Jorge Negrete, en la opereta La Viuda Alegre y en la opereta Orfeo en los Infiernos dirigida por Ernesto Roenier para inaugurar el Teatro Virginia Fábregas (hoy Teatro Fru-Fru).

- 1963. Cantó La Traviata en Colombia, en las ciudades de Medellín, Cali y Bogotá, con el tenor Carlos de Orduña, bajo la dirección del maestro Pietro Masqueroni.

- 1964. Participación cantando en la inauguración del Teatro Reforma en Querétaro. Realizó varias giras en provincia como solista de la Orquesta Típica.

- 1965. Enrique Alonso la contrató para cantar en una temporada de zarzuela y opereta que se realizó en el Teatro de la Ciudad (antes Teatro Iris) bajo la batuta del maestro Héctor Quintanar con Alonso como director de escena].

- 1966. Cantó en Academia de Bellas Artes la ópera Los pescadores de perlas con el tenor Jorge Lagunes, bajo la dirección del maestro Guido Picco.

- 1967. Segunda Temporada Asociación de Cantantes de Ópera, Teatro de la Ciudad en la que canta la ópera Payasos.

- 1968. Con el maestro Alfredo González, director de la Orquesta Sinfónica de la Universidad Juárez del Estado de Durango y contando con el apoyo de la misma, fundó la Compañía de Ópera que presentó La Traviata, Elixir de Amor, La Bohème, Tosca y Madame Butterfly. A la muerte del maestro González todo terminó.

- 1969. Con la Compañía de Ópera de la M.A.G. cantó en el Teatro Degollado Tosca con el Consiglio del elenco New York City Center. Dirigió el maestro Luis Ximénez Caballero, y Madame Butterfly dirigida por el maestro Guido Picco.

- 1970. Fundó el grupo “Lírica Nova” el cual presenta en diversas ciudades del País, entre ellas Cuernavaca (5 Conciertos Dominicales en el Parque Morelos) y en Veracruz en el Patio de Honor del Palacio Municipal. El grupo estaba formado por cantantes y bailarines que interpretaban en su mayoría canciones españolas y mexicanas.

- 1971. Como solista de la Orquesta Sinfónica de Guadalajara, realizó una gira a Piedras Negras y a San Antonio, Kansas y Milwaukee (EE. UU.), bajo la dirección del maestro Luis Ximénez Caballero. En el Teatro de la Ciudad, en México, con la compañía de Enrique Alonso, cantó la opereta El Conde de Luxemburgo con el barítono Arturo Nieto.

- 1972/74. Cantó junto al tenor Jorge Lagunes dos funciones de la opereta de Strauss El murciélago en Bellas Artes. Presentó con el grupo Lírica Nova en una serie de 16 recitales que incluyeron ópera de cámara, opereta y zarzuela en el Salón de los Reyes del Casino Español de la Ciudad de México.

- 1976. Cantó en Caracas, Venezuela, invitada por FUNDARTE, un recital de Música Mexicana, acompañada al piano por la pianista austriaca Nina de Juanek.

- 1978. Participó, también con Música Mexicana, en el Gran Sorteo Final de El Universal junto al notable compositor Tata Nacho. Concierto de Gala en el Casino Español de la Ciudad de México con Aldo Rizzardi al piano y Sergio Rizzardi a la armónica.

- 1980. Concierto de arias y dúos de ópera en el Museo Nacional de Arte, con el tenor David Portilla.

- 1982. Gira por la La Paz Baja California con la Orquesta Típica de la Ciudad de México, con la asistencia del Presidente Echeverría.

- 1984. Gira con la misma Orquesta en Guatemala para participar en «La Semana Nacional de la Cruz Roja» de ese país. Concierto de Gala, Concierto en la Cárcel de Pavón y Programa de la Televisión.

- 1986. Hasta ese año fungió como solista de la Orquesta Típica de la Ciudad de México.

- 1988. Comisionada al Estado Mayor Presidencial por su labor en Pro de la Música Mexicana.

- 1990/96.- Participó en una serie de conciertos en la Pinacoteca Virreinal de la Capital de la República, patrocinado por CONACULTA. Cada lunes se programa ópera, opereta, música sacra o canciones mexicanas e internacionales, con diferentes cantantes y pianistas.

- 1998. Concierto de Gala con la Orquesta Sinfónica del Instituto Politécnico Nacional en el hermoso auditorio de dicho Instituto. El Director fue el Maestro Sergio Eckstein. Este mismo concierto se repitió en el Auditorio de dos escuelas vocacionales del mencionado Instituto.
- 2000. El 26 de octubre, en el Teatro Clavijero se realizó una velada en recuerdo de la eximia pianista Chofita de la Hoz .

- 2001. Radicada desde dos años antes en la ciudad de Veracruz. Como asesora artística de Conciertos Líricos A.C, participó en los conciertos que la asociación presenta periódicamente (ópera, opereta, zarzuela, canciones mexicanas e internacionales). También se dedicó a impulsar nuevos valores musicales como el tenor Armando García, con el que dio varios recitales importantes.

- 2005. El 5 de julio murió de causas naturales.